# 月球旋渦

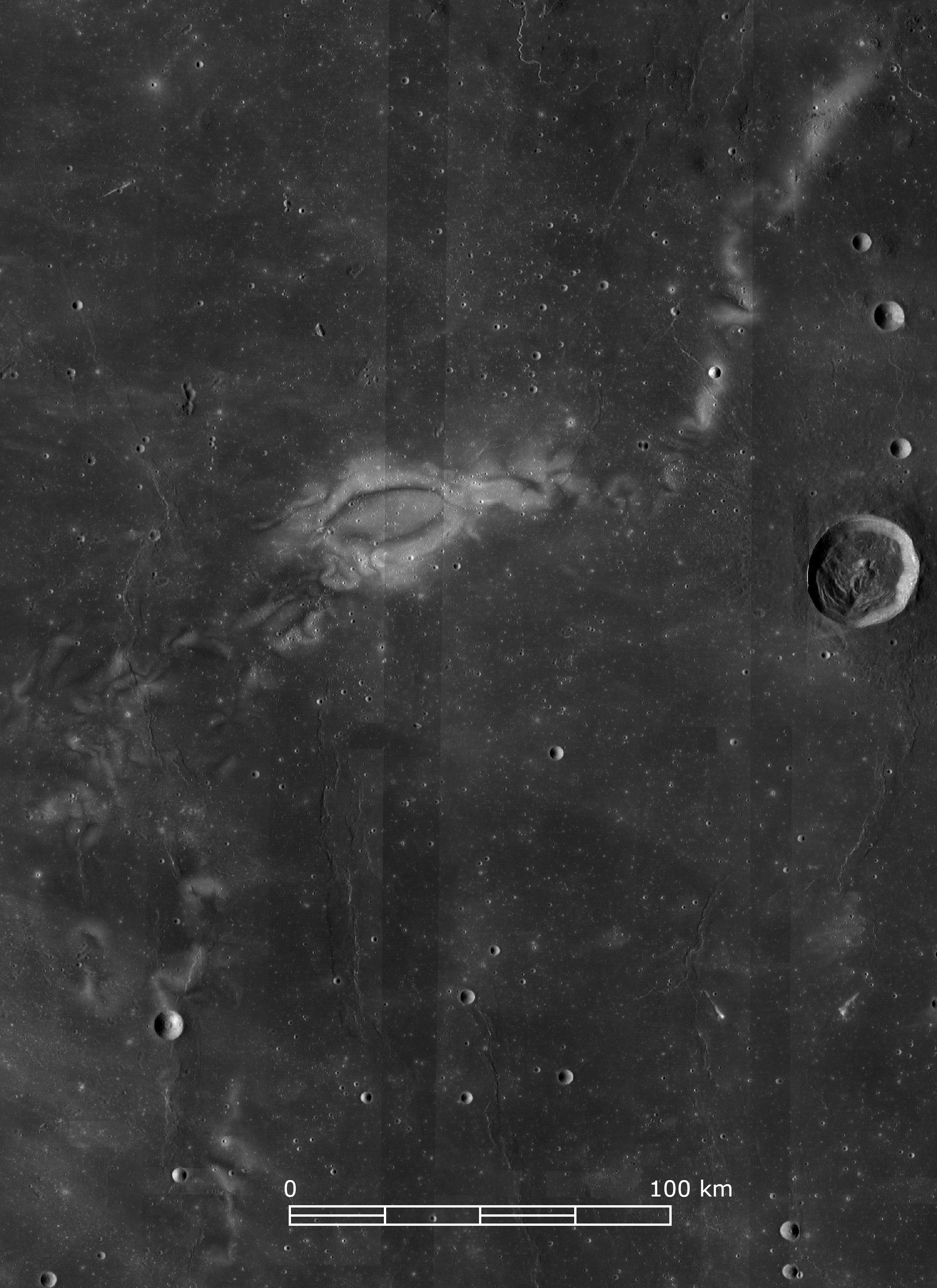
月球勘測軌道器廣角相機拍攝的賴納爾伽瑪影像。

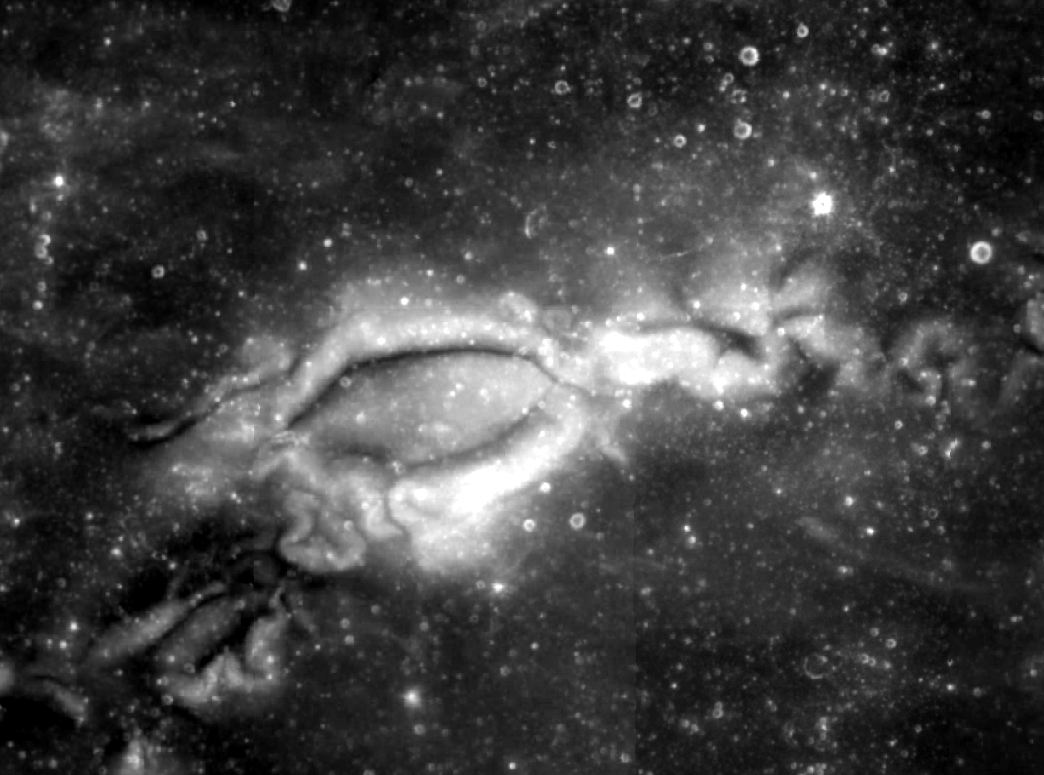
另一種觀點下所見的賴納爾伽瑪旋渦。

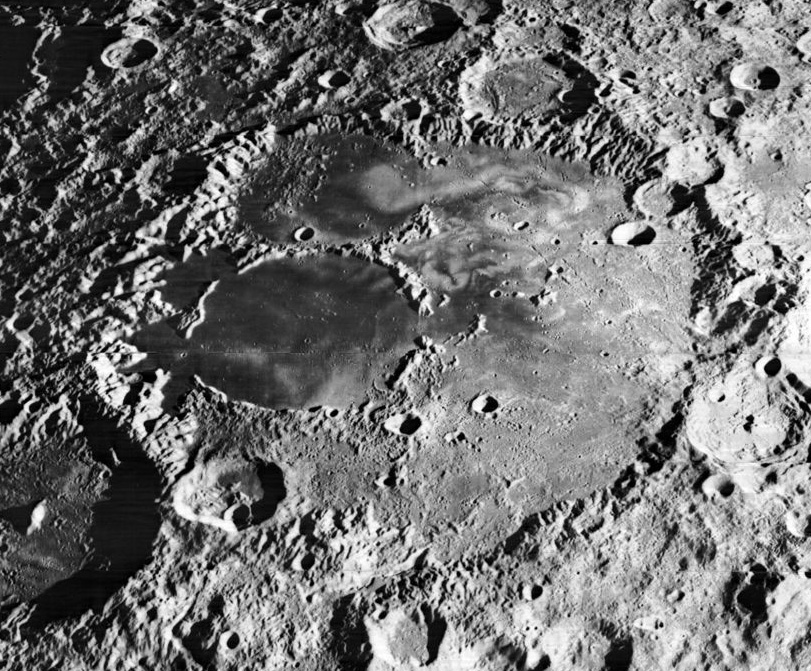
智海 (月海)

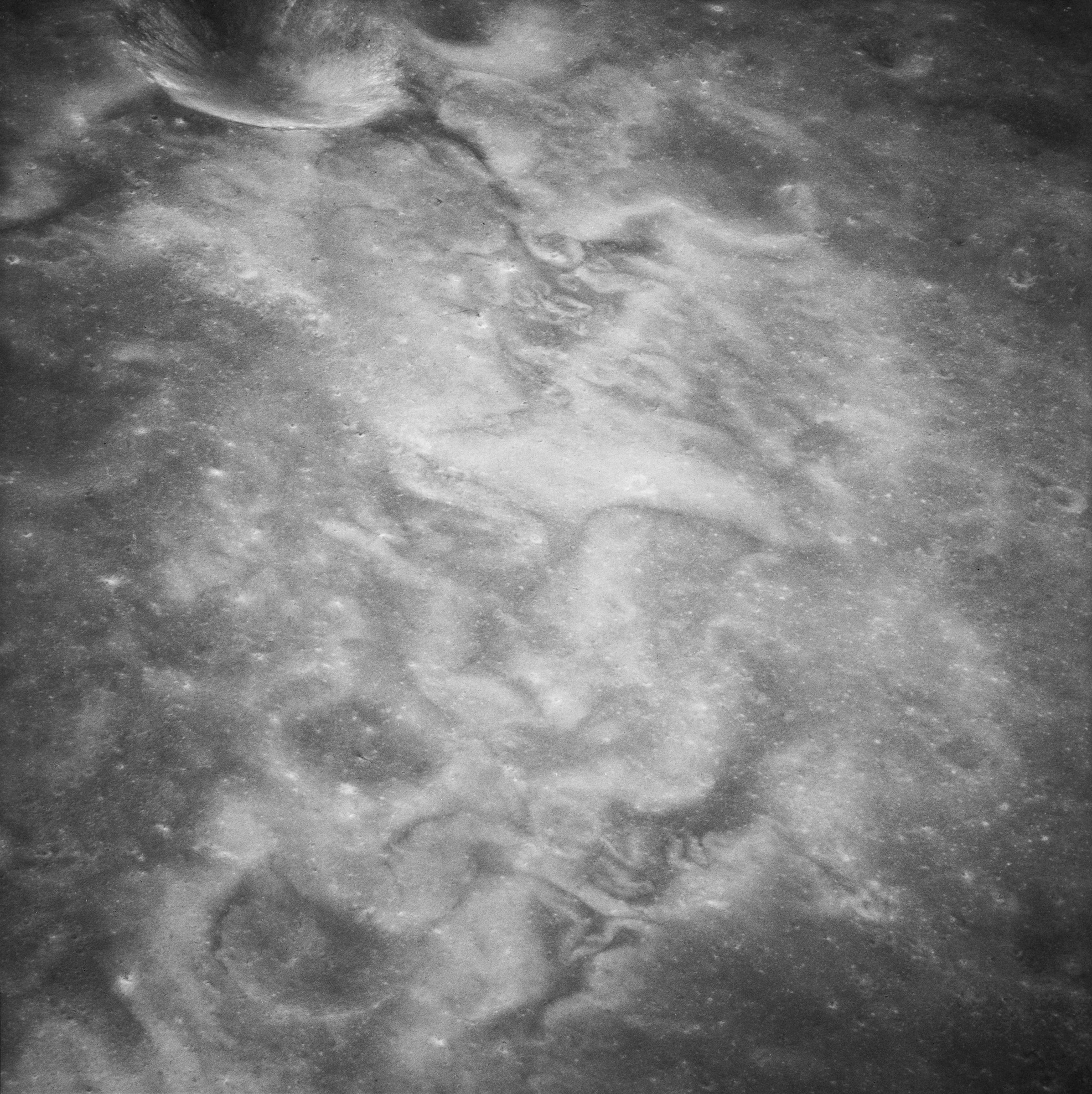
來自阿波羅10號的菲爾索夫環形山東面旋渦的影像。

月球旋渦是月球表面上發現的神秘特徵，其特徵是具有高反照率，在光學上不成熟（即具有相對年輕的風化層的光學特徵），並且（通常）具有蜿蜒的形狀。它們的曲線形狀往往因在明亮旋渦之間蜿蜒的低反照率區域而更加突出。它們似乎覆蓋在月球表面，疊加在環形山和噴出的沉積物上，但沒有可觀察到的地形學性質。在月海和高地上發現了旋渦：它們與特定的岩性質無關。月海上的旋渦以强烈的反照率對比和複雜蜿蜒的形態為特徵，而高地地形上的旋渦則顯得不是那麼突出，形狀也更簡單，如單環或漫射亮點。

## 與磁異常的關聯
月球旋渦與行星體上强度相對較高的月球磁場區域重合，該行星體缺乏，也可能從未有過產生自身磁場的主動核心發電機。每個旋渦都有相關的磁異常，但並非每個磁異常都有可識別的旋渦。阿波羅15號和16號的子衛星、月球探勘者和輝夜姬號的軌道磁場測繪顯示了具有局部磁場的區域。由於月球現時沒有活躍的全球磁場，這些區域異常是殘磁區域；它們的起源仍然存在爭議。

## 地層模型
旋渦形成有三種主要模型。每個模型都必須解决月球旋渦形成的兩個特徵，即旋渦在光學上是不成熟的，並且與磁異常有關。
與月球旋渦相關的磁異常產生模型表明，觀測到的一些磁異常是月球上較年輕的大型撞擊盆地的對足。

### 彗星撞擊模型
該模型認為，旋渦的高反照率是彗星撞擊的結果。撞擊將導致彗星最頂部的表面風化層被湍流的氣體和灰塵沖刷，暴露出新鮮物質，並將細小的沖刷物質重新沉積在離散的沉積物中。根據該模型，相關的强磁異常是由於彗髮撞擊表面時，通過超高速氣體碰撞和微碰撞加熱到居禮溫度以上的近表面物資磁化的結果。彗星撞擊模型的支持者認為，許多與主要盆地對映的旋渦出現是巧合，或者是旋渦位置映射不完整的結果。

### 太陽風遮罩模型
該模型認為，旋渦的形成是因為較淺顏色的風化層由於磁異常而受到保護，免於受太陽風的影響。這些旋渦代表了暴露的矽酸鹽材料，其反照率隨著時間的推移通過太陽風離子轟擊的偏轉而選擇性地保存下來，免於受到太空風化的影響。根據該模型，暴露的矽酸鹽表面的光學成熟是太陽風離子轟擊的結果。該模型表明，旋渦的形成是一個持續的過程，始於磁異常產生後。
2018年進行的數學模擬表明，熔岩管在冷卻時可能會變得有磁性，這將提供與月球旋渦附近觀測結果一致的磁場。

### 粉塵輸送模型
該模型認為，地殼磁異常和太陽風電漿相互作用產生的弱電場可以吸引或排斥帶電的粉塵。高反照率長石材料是月球土壤最細小顆粒的主要成分。在終端交叉過程中，表面上方揚起的塵埃的靜電運動可能會導致這種材料優先積聚並形成明亮的環形旋渦圖案。

## 衛星量測
幾個月球太空船已經對月球旋渦進行了直接的磁觀測，包括「克萊門汀號」和「月球探勘者」。這些觀測結果與彗星撞擊模型不一致。月球勘測軌道飛行器的進一步觀測支持了太陽風被磁場偏轉的模型。
月球礦物測繪儀在對「月船1號」的光譜觀測證實，淺色區域缺乏氫氧化物，這也支持了太陽風在淺色區域偏轉的假設。
截至2018年，美國國家航空暨太空總署正在研究立方衛星任務概念，目的是瞭解月球旋渦的形成。擬議的「博拉斯 (太空船)」（雙衛星觀測旋渦上方的月球大氣）任務將涉及相距25 km（16 mi），以太空纜索相連的兩顆小型衛星。較低的立方衛星將在離地表10公里的高度運行。

## 現場調查
美國國家航空暨太空總署打算向賴納爾伽瑪發射一輛漫遊車，以對那裡的表面物質進行現場觀測。通過PRISM（商業月球有效載荷服務#第三批）徵求建議書，由JHU應用物理實驗室運營的「月球頂點」任務，被選中獲得了資金進行飛行。為該任務交付的漫遊車已包含在CLPSCP-11任務訂單中。攜帶多光譜顯微鏡的漫遊車將確定表面顆粒的粗糙度和亮度，並將其資料傳輸到著陸器，著陸器將與地球上的處理器進行通信。

## 外部連結
- 维基共享资源上的相關多媒體資源：月球旋渦